# Claude Debertier
Claude Debertier (Clermont, paroisse de Saint-Genès, 22 mai 1750 - Paris, 1831) est un ecclésiastique français membre de l'Église constitutionnelle pendant la Révolution française.

## Biographie
Il est le fils de François Louis Debertier, sieur de Labro, originaire du Limousin, et de Micheline Aubertin. Il est ordonné prêtre en 1775. Il est professeur au collège de Rodez de 1775 à 1779, puis curé de Laguiole et supérieur du petit séminaire de la ville. 
Au début de la Révolution, il est élu conseiller municipal de sa commune, puis conseiller général du département.

## L'évêque constitutionnel
Attaché au gallicanisme et partisan des idées modérées des débuts de la Révolution, il est élu évêque constitutionnel de l'Aveyron en 1791.
Au plus fort de la Terreur, en 1794, il refuse, malgré l'emprisonnement, d'abdiquer ses fonctions d'évêque.
Claude Debertier soutient l'abbé Grégoire à partir de 1795 dans la formation de l'Église gallicane et il assiste au Concile national de 1797. Il participe activement à la Société de philosophie chrétienne, aux Annales de la religion et, plus tard, à la Chronique religieuse.
Ayant accepté de démissionner de sa charge d'évêque lors du Concordat de 1801, il obtient l'autorisation d’exercer son ministère dans la capitale. Pour vivre, il donne des cours d'instruction religieuse dans des institutions pour jeunes filles.

## Après la Révolution
Mais Debertier est resté un gallican et il est très proche des idées jansénistes de l'époque. Il soutient la thèse de l'absence des cinq propositions dans l'œuvre de Jansenius.
Ses pouvoirs ecclésiastiques lui sont donc retirés en 1817.
Très malade, il demande les derniers sacrements en 1829. L'évêque lui demande alors une rétractation du serment de 1791, mais aussi de signer le Formulaire d'Alexandre VII condamnant en 1653 les Cinq propositions attribuées à Jansenius et d'accepter la bulle Unigenitus de 1713, qui condamne 101 propositions des Réflexions morales du père Pasquier Quesnel. Il doit aussi adhérer à tous les brefs et décisions de Rome contre le synode de Pistoia et la Constitution civile du clergé. Claude Debertier refuse et se porte appelant de ces demandes au Saint-Siège.
En 1831, alors à l'agonie, il reçoit les derniers sacrements secrètement, de la main d'un prêtre ami. Comme pour l’abbé Grégoire six mois plus tôt, l'autorité civile a dû réquisitionner l'église pour la mettre à la disposition de ses amis prêtres pour ses funérailles. Debertier est enterré au cimetière du Père-Lachaise (21e division) dans un caveau de la Société de Port-Royal.